# Hôpital Gécamines Sud
L’hôpital Gécamines Sud de Lubumbashi est un hôpital de la Gécamines en république démocratique du Congo. Il est situé à Lubumbashi à côté de la cité Gécamines et du site de Gécamines Sud.

## Histoire
À la suite de la création de l’Union minière du Haut-Katanga en 1906, le docteur Sheffield Neave est désigné pour étudier les effets de la maladie du sommeil. L’UMHK ne dispose alors que de quelques tentes et de huttes pour soigner ses employés, jusqu’en 1910 lorsqu’un hôpital en bois et en tôles d’une vingtaine de couchettes rudimentaires est construit. Les premiers médecins sont principalement britanniques.
En 1914, le docteur Jules Bertrand, un Belge, dirige le service médical de l’UMHK composé de 3 médecins. 
En 1930, l'hôpital est largement agrandi et passe de 20 lits en 1910 à 271 lits actuellement.